# Leif Nielsen
Leif Bernhard Nielsen (* 28. května 1942, Kodaň, Dánsko) je bývalý dánský fotbalový brankář. V roce 1966 získal v Dánsku ocenění Fotbalista roku.

## Klubová kariéra
Většinu hráčské kariéry strávil v klubu BK Frem v dánské první lize (1. division). Po krátké anabázi v USA odešel do Skotska, kde působil v celku Greenock Morton. Svou poslední sezónu strávil ve skotském klubu Celtic FC, ale neodehrál zde ani jeden ligový zápas.
Ligové statistiky
| Sezóna  | Klub               | Liga         | Zápasy | Góly |
| ------- | ------------------ | ------------ | ------ | ---- |
| 1960    | BK Frem            | 1. division  | ?      | ?    |
| 1961    | BK Frem            | 1. division  | 22     | 0    |
| 1962    | BK Frem            | 1. division  | 7      | 0    |
| 1963    | BK Frem            | 1. division  | 22     | 0    |
| 1964    | BK Frem            | 1. division  | 21     | 0    |
| 1965    | BK Frem            | 1. division  | 22     | 0    |
| 1966    | BK Frem            | 1. division  | 22     | 0    |
| 1967    | BK Frem            | 1. division  | 21     | 0    |
| 1968    | Houston Stars      | NASL         | 30     | 0    |
| 1968/69 | Greenock Morton FC | Division Two | 14     | 0    |
| 1969/70 | Greenock Morton FC | Division Two | 33     | 0    |
| 1970/71 | Greenock Morton FC | Division Two | 7      | 0    |
| 1971/72 | Celtic FC          | Division One | 0      | 0    |

## Reprezentační kariéra
Nielsen působil v dánských reprezentačních výběrech od kategorie do 19 let (odehrál za U19 dva zápasy, za U21 jeden zápas).
V A týmu Dánska zažil debut 17. června 1964 na Mistrovství Evropy ve fotbale 1964 konaném ve Španělsku v utkání se Sovětským svazem (prohra 0:3). Tento závěrečný turnaj tehdy hrály jen 4 mužstva a Dánsko skončilo po prohrách se SSSR a s Maďarskem čtvrté. Celkem odehrál v dánském národním A-týmu 28 zápasů.

## Trenérská kariéra
Po ukončení hráčské kariéry se věnoval trenéřině, na přelomu 70. a 80. let 20. století vedl kluby Brønshøj BK a Ølstykke FC.